# Liste der baltischen Stämme

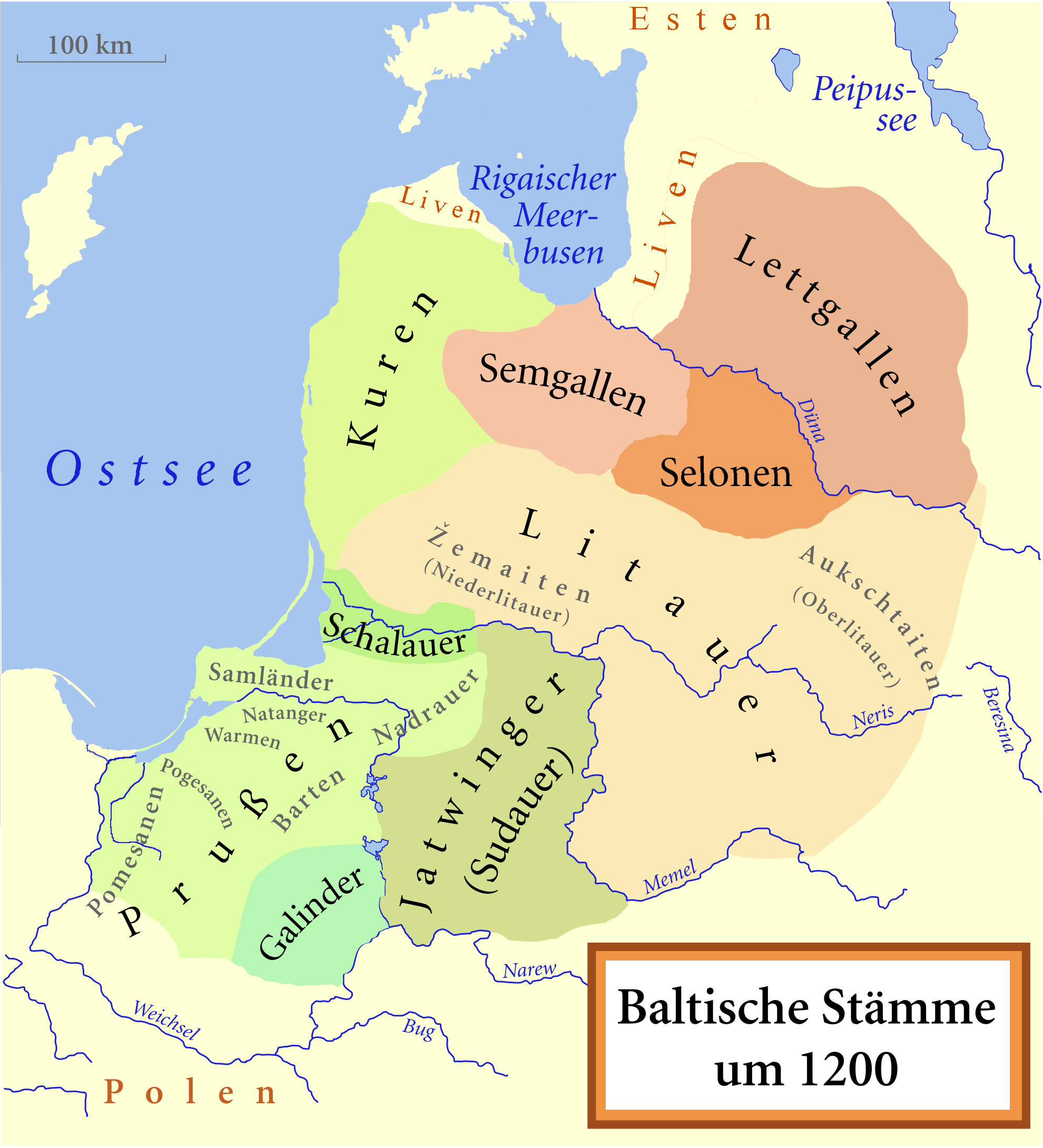

Die Baltischen Stämme werden traditionell in Ost- und Westbalten eingeteilt, doch gibt es auch feinere Unterteilungen, wonach die Kuren als Nordbalten und die Sudauer mit den Galindern zu den Südbalten gerechnet werden. Die frühesten Erwähnungen baltischer Stämme datieren ins 7./8. Jahrhundert. Die 98 n. Chr. in der antiken Literatur genannten Ästier werden ebenfalls zu den Balten gerechnet, obschon die heutigen Esten zu den finno-ugrischen Völkern gehören. Das zu Preußen gehörige Kulmerland war seit der Ankunft der nun nachbarlichen Polanen (um 1000) und deren wiederholten Eroberungsangriffen auf die Prußen, nach 1200 teilweise mit masovischen oder polnischen Einwohnern gemischt.

## Ostbalten
- Goljad (sprachlich wohl zu einer anderen, untergegangen Untergruppe der Dnepr-Balten zugehörig)
- Letten
  - Lettgallen
  - Nehrungskuren
- Semgallen
- Selonen (Selonier, Selen)
- Litauer
  - Schamaiten (Samogitier)
  - Aukschtaiten (Auxtoten)

## Westbalten
- Galinder
- Jatwinger (Sudauer)
- Kuren
- Prußen
  - Barten
  - Nadrauer
  - Natanger
  - Pogesanen
  - Pomesanen
  - Semba (Samländer)
  - Warmier
- Schalauer (Schalwen)

## Andere
- Ästier